# Farce Majeure
Farce Majeure is een voormalig komisch, satirisch en muzikaal Nederlands televisieprogramma van de NCRV met Alexander Pola, Fred Benavente, Ted de Braak, Jan Fillekers en Henk van der Horst. De muziek van veel van de liedjes is van Harry Bannink.
De eerste reeks uitzendingen liep van 17 september 1966 tot 1976. Een tweede reeks liep van 1983 tot 1986.
De titel is een woordspeling met de Franse term force majeure, dat overmacht betekent. Maar farce betekent in het Frans scherts, of mop, dus farce majeure betekent supermop.

## Geschiedenis

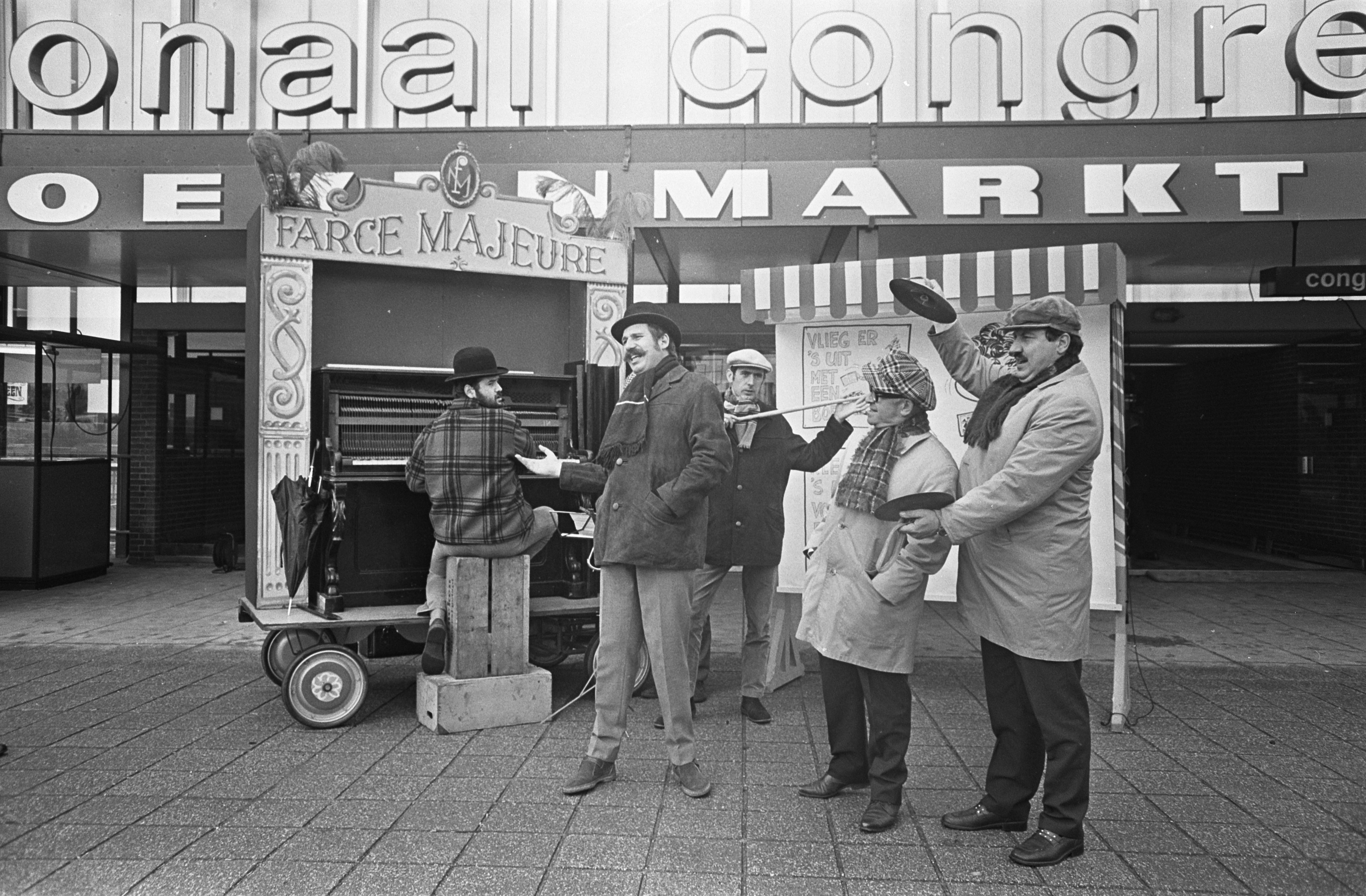
Farce Majeure in actie bij de RAI in Amsterdam (1968)

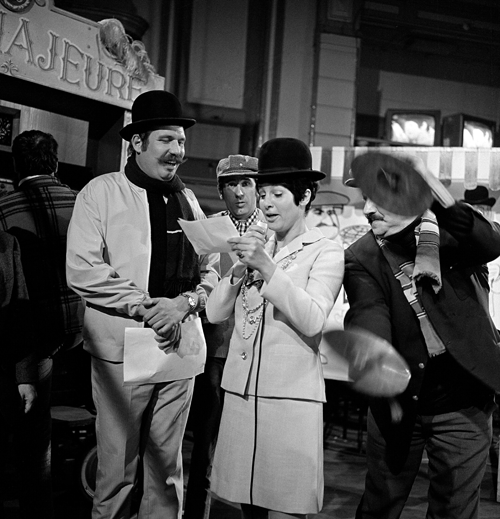
Team van Farce Majeure bij Mies Bouwman (1969)

Het programma ging op humoristische wijze in op de actuele gebeurtenissen in Nederland en de wereld, en groeide van eenvoudig vrolijk uit tot scherp satirisch, eigenlijk niet in de stijl van de NCRV van die tijd. Het programma was zeer populair.
Begin jaren zeventig kwam er een nieuwe begintune waarin de leden van Farce Majeure een voor een "Bla bla bla bla bla bla bla bla bla bla bla bla bla bla bla" zongen. Fred Benavente, de hekkensluiter, zette dan een hoog stemmetje op.
In het programma kwam jarenlang een lied voor (geschreven door Harry de Groot) waarin Ted de Braak op het nieuws van de dag inging. Nadat De Braak uit de groep was gestapt, nam Benavente deze rol over. Het meezingrefrein was:
Jaaaa... dat is uit het leven gegrepen,
Ja dat is uit het leven een greep. 
Het geluk is altijd met de lepen, 
Ja daar zit em nou net nou de kneep.
Bij dit lied stonden de als straatzangers verklede acteurs op een markt of een andere drukke plaats in de open lucht, waarbij zij vragen van voorbijgangers beantwoordden. De vragensteller begon dan altijd met de tekst: "Geacht Farce-forum" waarna de vraag gesteld werd en de leden van het Farce-forum elkaar aankeken wie van hen de vraag zou beantwoorden; hierna werd de vraag dan quasi-spontaan door één van hen beantwoord. De vragen waren evenwel van tevoren bedacht en de vraagstellers waren ingehuurde mensen.

### "Wat dacht je wat" en "Kiele Kiele Koeweit"
Een bekend onderdeel was het item "Wat dacht je wat" waarbij De Braak en Pola in een kleurrijk overhemd moppen tapten en daarbij telkens hun hoed op- en afzetten waarna de clou van de mop werd verteld. Daarna riep De Braak altijd "Da's mooi, da's heel mooi". De moppen konden door de kijkers worden ingestuurd waarna De Braak de inzender bedankte.
In 1973 tijdens de oliecrisis luidde een van de moppen als volgt: "Wat is het verschil tussen een Arabier van vijf jaar geleden en een Arabier van nu? Een Arabier van vijf jaar geleden was oliedom en een Arabier van nu is geraffineerd."
Ook tijdens de oliecrisis kwam de carnavalskraker Kiele kiele Koeweit in de top drie van de Nederlandse hitparade. Het werd tijdens een aflevering van Farce Majeure op televisie gezongen op de melodie van Tolhuis van Leon Boedels. Er werd een songfestival gehouden, waarin "De drie jerrycans" het nummer "Kiele kiele Koeweit" brachten. De acteurs hadden zich daarvoor als Arabische oliesjeiks verkleed. De regering van Koeweit was niet blij met het lied, waardoor Nederland in de oliestaten aan goede naam dreigde in te boeten, hetgeen de Nederlandse regering niet uitkwam. Het team van Farce Majeure besloot toen het eerste exemplaar van het inmiddels op single gezette lied al zingend aan Mahmoud Rabbani, de honorair-consul van Koeweit aan te bieden en opnames daarvan op te nemen in het programma. Rabbani bleek gevoel voor humor te hebben en daarmee was de lucht geklaard.
Hieraan werd gerefereerd in een parodie op Mouth & MacNeals Ik zie een ster (Dit gaat te ver).
Toen we "Kiele kiele Koeweit" zongen werd de Emir kiele kiele kwaad.
De vijftigste uitzending werd gevierd met het Farce Majeure-lied, begeleid door het Concertgebouworkest onder leiding van Bernard Haitink. De "straatzangers" waren voor deze gelegenheid in rokkostuum gehuld.

### 150e uitzending
In april 1976 werd de 150e en voorlopig laatste uitzending gemaakt met onder meer de volgende onderdelen:
- Een slapstickfilmpje over de auditie voor Farce Majeure; de heren vinden elkaar nadat ze de andere kandidaten - hun lookalikes - genadeloos hebben uitgeschakeld.
- Een blik vooruit naar 2008; De Braak en Pola voeren als bewoners van het Rosa Spier Huis nog eenmaal "Wat dacht je wat" op tijdens de middagvoorstelling. Niemand die er nog om kan lachen, want net als de vertellers zelf hebben de moppen echter een lange baard gekregen. Fillekers speelt een dubbelrol als zijn eigen zoon die de presentatie op zich neemt.
- Een optreden in het Concertgebouw waarbij het team een medley ten gehore brengt van voornamelijk Amsterdamse meezingers; Benavente voegt daaraan toe "Ik heb geen spijt van Koeweit".

### Persiflages
De leden van Farce Majeure persifleerden regelmatig bekende personen. Zo imiteerde Jan Fillekers onder anderen Ruud Lubbers (o.a. in een parodie op de Andre Hazes-hit Zo heb ik het nooit bedoeld) en Ted de Braak Boer Koekoek. Ook Normaal, Doe Maar, Teach-In en de Dizzy Man's Band werden op de hak genomen, en bij de buitenlandse artiesten waren dat Telly Savalas en Demis Roussos. Ruim zeven jaar voordat André van Duin een hit had met Als je huilt maakte Farce Majeure van deze Johnnie Ray-cover een hekeldicht op president Nixon. Op de muziek van Ramses Shaffy's Sammy gaf De Braak zijn mening over de toenmalige burgemeester van Amsterdam, Ivo Samkalden.
Hoog Sammy, vlieg omhoog Sammy en voor mijn part naar de maan.
Ook Ster-reclames werden gepersifleerd, zoals in 1975 waarin Fillekers en Van der Horst een spotje maakten over een gewassen truitje waarbij de kleuren bij een gewoon kookwasmiddel waren verbleekt maar bij het fictieve wasmiddel Larie (parodie op Ariël) als nieuw bleven. Markant was de uitspraak van het woord "kleuren". De scène eindigde met de woorden "Nu wil jij zeker ook mijn Larie lenen? Neen hoor dat koop ik voortaan zelf".
Verder was er nog een spotje waarin Benavente aan Van der Horst het fictieve afwasmiddel "Skul" (met Derma Globine) aanbeval omdat Van der Horst last had van "velderigheid" aan zijn vingers. Dit probleem loste zichzelf op doordat Van der Horst z'n baan kwijtraakte.
In 1985 werd ook de Bonbonbloc-reclame op de hak genomen; Van der Horst klaagde bij Benavente dat er bij het kussen van het stukje chocolade geen mooie vrouw tevoorschijn kwam. Benavente probeerde het zelf en kreeg Frits Bom voor zich. Die kon "er geen chocola van maken".

### Terugkeer in de jaren tachtig
In 1983 kwam Farce Majeure weer bij elkaar voor drie seizoenen. In het eerste seizoen werd tijdens het Farce-forum gezongen; 
Zo gaat dat zo gaat dat, zo gaat dat nou in de praktijk
Bestaat dat bestaat dat, je houdt het niet voor mogelijk". 
De eerste zes afleveringen werd het team voor het eerst versterkt door een vrouwelijk lid: Hetty Heyting. Zij was onder andere nog eenmaal te zien als Oma Knots in het nummer Bejaarden voor Bejaarden. De Braak vertrok in 1984 naar de KRO om de 1-2-3-show over te nemen van Rudi Carrell. Vanaf dat moment was in elke uitzending een BN'er te gast; te beginnen met Carrell die een Duitstalige propagandafilm over Amsterdam maakte. Andere gastoptredens waren van Mini & Maxi als achtergrondzangers in een liedje over het schoonhouden van de straat, Marijke Merckens die een parodie maakte op een pepermuntreclame, Jules Croiset als tweelingbroer van Benavente en Willem Nijholt als toekomstvoorspeller.
Tijdens het tweede seizoen werd de prijsvraag gesteld "Wat is de overeenkomst tussen (naam van politicus) en een ..... ?"; de bedenkers van de vijf beste inzendingen kwamen dan langs om in hoogsteigen persoon het antwoord te geven.

## Reünies

### 1989
In 1989 kwam Farce Majeure (zonder Fred Benavente) weer even bij elkaar in het televisieprogramma Bloemen voor Bannink waarin de liedjes van Harry Bannink centraal stonden. Jan Fillekers en Henk van der Horst zongen als duo Inpakken en wegwezen; daarna kwamen Alexander Pola en Ted de Braak erbij voor Dat kan toch allemaal maar waarmee de afleveringen uit de periode 1985-86 werden afgesloten.
Datzelfde jaar werd een aflevering van de comedyserie Prettig geregeld (geschreven door Fillekers, Van der Horst en Benavente) vertoond waarin Peter Faber ter ere van zijn zilveren bruiloft offscreen werd getrakteerd op een 28 coupletten tellende versie van Dat is uit het leven gegrepen.

### 2002-2005
In de periode 2002-2005 verschenen Benavente, De Braak, Fillekers en Van der Horst driemaal als Farce Majeure op televisie met Farce Majeure, Meer Farce Majeure en Farce Majeure Plus. Het waren programma's waarin oude beelden weer vertoond werden onder het motto Er is veel nieuw, maar weinig onder de zon. In eerste instantie was sprake van één programma, maar na een groot aantal verzoeken om meer materiaal uit te zenden is besloten ook een tweede en een derde programma te maken. De "Plus" uit het derde programma slaat op het feit dat hierin de nadruk lag op samenwerkingen tussen Farce Majeure en externe komieken.

### 2016: Farce Majeure, 50 jaar actueel
Op vrijdag 2 september 2016 om 17.10 uur zond NPO 1 Farce Majeure, 50 jaar actueel uit. In dit eenmalige programma keken makers Jan Fillekers, Henk van der Horst in Hilversum en Ted de Braak vanuit Frankrijk via Skype terug op de liedjes en sketches die anno 2016 nog steeds actueel zijn. Ook oud-politici Bas de Gaay Fortman en Hans Wiegel die in de studio aanwezig waren haalden herinneringen op aan hun verschijnen in dit programma.

## Podcast
In oktober 2017 werden Fillekers en Van der Horst uitgebreid geïnterviewd over de liedjes van Harry Bannink, die in al die jaren in het programma te horen waren geweest. Dit interview was te horen in de De Grote Harry Bannink Podcast van Gijs Groenteman.

## Discografie

### Albums
| Album met eventuele hitnotering(en) in de Nederlandse Album Top 100 | Datum van verschijnen | Datum van binnenkomst | Hoogste positie | Aantal weken | Opmerkingen |
| ------------------------------------------------------------------- | --------------------- | --------------------- | --------------- | ------------ | ----------- |
| Dat is uit het leven gegrepen                                       |                       | 5-6-1971              | 31              | 4            |             |
| Inpakken en wegwezen                                                | 1972                  | -                     | -               | -            |             |
| Dit Gaat Te Ver - 14 Parodieën Van Farce Majeure                    | 1974                  | -                     | -               | -            |             |
| Wat dacht je wat ...                                                | 1975                  | -                     | -               | -            |             |
| 10 jaar Farce Majeure - Uit 't leven gegrepen                       | 1975                  | -                     | -               | -            |             |

### Singles
| Single met eventuele hitnotering(en) in de Nederlandse Top 40 | Datum van verschijnen | Datum van binnenkomst | Hoogste positie | Aantal weken | Opmerkingen        |
| ------------------------------------------------------------- | --------------------- | --------------------- | --------------- | ------------ | ------------------ |
| Nee nee nee nooit meer water / Pietje dat kan je niet maken   | 1970                  | -                     | -               |              | Farce Majeure-team |
| Dat kan toch allemaal maar / Dikke Mik                        | 1973                  | -                     | -               |              | Farce Majeure-team |
| Kiele kiele Koeweit / DOE'T voor het te laat is               |                       | 2-2-1974              | 3               | 7            | Farce Majeure-team |
| Wetje weten / Nieuwe energie                                  | 1974                  | -                     | -               |              | Farce Majeure-team |
| Zonderdag / Gas op de plank                                   | 1974                  | -                     | -               |              | Farce Majeure-team |